# Tomapoderus
Tomapoderus es un género de gorgojos de la familia Attelabidae. En 1926 Voss describió el género. Esta es la lista de especies que lo componen:
- Tomapoderus aethiopicus  Voss 1926
- Tomapoderus coeruleipennis  Voss, 1926
- Tomapoderus cyclops  Faust, 1894
- Tomapoderus cyclops  Mshl., 1948
- Tomapoderus diversicornis  Pic, 1928
- Tomapoderus dohertyi  Voss 1935
- Tomapoderus flaviceps  Kono, 1930
- Tomapoderus flaviceps  Voss, 1926
- Tomapoderus flavirostris  Voss 1926
- Tomapoderus flavus  Voss 1930
- Tomapoderus ghesquierei  Voss, 1939
- Tomapoderus maculiceps  Pic, 1928
- Tomapoderus melanopus  Voss 1928
- Tomapoderus melli  Voss 1926
- Tomapoderus persimilis  Voss 1937
- Tomapoderus ruficeps  Kono, 1930
- Tomapoderus ruficeps  Voss, 1926
- Tomapoderus ruficollis  Voss, 1926
- Tomapoderus subconicollis  Pic, 1932
- Tomapoderus subconicollis  Voss 1926
- Tomapoderus tenuicola  Voss, 1926
- Tomapoderus testaceimembris  Pic 1928
- Tomapoderus testaceus  Voss, 1937
- Tomapoderus tonkinea  Voss, 1943
- Tomapoderus tsuchiyamai  Kono, 1941
- Tomapoderus unguicularis  Voss 1937